# Hyacinthe Blondeau
Pour les articles homonymes, voir Blondeau.
Jean Baptiste Antoine Hyacinthe Blondeau, né à Namur le 20 août 1784 et mort à Ermenonville le 11 novembre 1854, est un juriste français d’origine belge, connu pour ses contributions à la science juridique de son temps.

## Biographie
Fils d'un riche marchand tanneur, il fait ses études au collège de Namur, puis aux écoles centrales de Bruxelles et d'Anvers et à la faculté de droit de Paris, où il obtient sa licence en 1802. Il est nommé professeur suppléant à l'école de droit de Strasbourg en 1806, puis de la faculté de droit de Paris en 1808, dont il occupe la chaire de droit romain à partir de 1819. Il participe à la fondation de la revue juridique Thémis.
Sous la monarchie de Juillet, il est nommé doyen de la Faculté de droit de Paris par l'ordonnance du 1er août 1830. Il est naturalisé Français en 1838. Il démissionne de son poste de doyen en novembre 1843 mais reste professeur jusqu'en 1852.
Ami de Joseph Grandgagnage et d’André Grétry, de Georges Cuvier et d’André-Marie Ampère, il est l’un des membres fondateurs de la Société phrénologique de Paris en 1831.
Il est élu membre de l'Académie des sciences morales et politiques en 1833.

## Sources
- Dictionnaire historique des juristes français XIIe – XXe siècle, Paris, PUF, 2007, p. 90-91